# Exoréisme

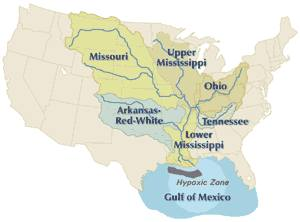
Bassin versant du Mississippi.

L'exoréisme est un terme d'hydrographie qui caractérise les régions dont les eaux superficielles s'écoulent vers la mer. Il s'applique à la majorité des terres émergées, à près de 90 %.